# Kunisaki Izumo no Jijō
Kunisaki Izumo no Jijō (國崎出雲の事情) là một truyện tranh thể loại manga do Hirakawa Aya (ひらかわ あや) sáng tác. Tác phẩm được đăng lần đầu vào tháng 1 năm 2009 ở tuần san Shōnen Sunday. Trước đó gần một năm (tháng 2 năm 2008), một truyện tranh một chương cùng tên đã được tác giả đăng trên cùng tạp chí như là một phiên bản thử nghiệm. So với phiên bản thử nghiệm này, phiên bản chính thức của Kunisaki Izumo no Jijō đã có nhiều thay đổi đáng kể.